# Ghiacciaio Clarke (Terra Vittoria)
Il ghiacciaio Clarke è un ghiacciaio lungo circa 8 km situato nella parte nord-occidentale della Dipendenza di Ross, nell'Antartide orientale. Il ghiacciaio, il cui punto più alto si trova a circa 400 m s.l.m., si trova sulla costa di Scott, nella regione settentrionale delle montagne del Principe Alberto, dove fluisce verso est, a partire dal versante orientale del monte Stephen e scorrendo fino a unire il proprio flusso a quello del ghiacciaio Davis nei pressi di punta Lewandowski.

## Storia
Il ghiacciaio Clarke è stato scoperto e mappato dalla squadra settentrionale della spedizione Nimrod, svolta da 1907 al 1909 e comandata da Ernest Shackleton, e così battezzato in onore di Rupert Clarke (1865-1926), uno dei finanziatori privati della spedizione.